# Tepeticpac
Tepeticpac es una zona arqueológica ubicada en la localidad de Santiago Tepeticpac, en el municipio de Totolac, Tlaxcala, México. Se asienta sobre los cerros Cuauhtzi, El Fuerte y Tlaxistlan, a más de 2 450 metros sobre el nivel del mar, y ocupa aproximadamente 98 hectáreas dentro del Valle de Puebla‑Tlaxcala. Junto con Ocotelulco, Tizatlán y Quiahuiztlán, formó parte del antiguo huey altépetl de Tlaxcallan, entidad política conformada por varios asentamientos interconectados en la región central de la Meseta Mexicana.
Las investigaciones arqueológicas han identificado dos fases principales de ocupación: la primera se sitúa entre los años 600 y 900 d. C. (Epiclásico), seguida de un intervalo de abandono y una segunda etapa que abarca aproximadamente de 1200 a 1519 d. C. (Posclásico tardío). El estudio de la cerámica ha documentado entre 20 y 25 tipos de vajillas policromas, mientras que el levantamiento topográfico ha registrado al menos 169 terrazas, seis plazas y diez estructuras templarias distribuidas en cinco sectores diferenciados.
Como uno de los cuatro altepemeh fundadores de la confederación tlaxcalteca, Tepeticpac combinó funciones religiosas y defensivas. Se han hallado vestigios de murallas perimetrales, torres de vigilancia de hasta siete metros de altura y complejos sistemas de terrazas adaptados a la topografía local. La iconografía cerámica y los altares sugieren que Tezcatlipoca figuró como deidad principal, junto a cultos a Camaxtli, reflejando la organización sociopolítica de su élite gobernante.
Desde 2009 el Instituto Nacional de Antropología e Historia (INAH) ha llevado a cabo excavaciones, mapeos y labores de consolidación estructural. Entre 2024 y 2025 se invirtieron más de 17 millones de pesos en la ampliación del camino de acceso y la señalización del sitio, y está prevista para 2025 la apertura de un museo de sitio donde se exhibirán piezas como los restos de un gonfoterio y diversos materiales arqueológicos recuperados.

## Etimología y simbología
El nombre y la simbología militar de Tepeticpac reflejan su geografía, su función y su carácter dentro de la confederación tlaxcalteca. El nombre Tepeticpac proviene de la lengua náhuatl y su significado: «en la cima del cerro», «sobre el monte» o «la cumbre de la sierra». Se compone de la raíz tepetl (cerro o montaña) y el sufijo locativo -icpac (encima de, sobre). Este topónimo no es meramente descriptivo, sino que refuerza la identidad del señorío como un poder elevado, un lugar de autoridad y refugio que vigilaba el valle.  Complementando su nombre, el estandarte militar (tlamamalli) que identificaba a los guerreros de Tepeticpac en el campo de batalla era conocido como el Quaxolotl. Las crónicas lo describen como la figura de un lobo (xolotl) con la cabeza de oro y plumas verdes, de cuyo cuerpo colgaban plumas amarillas. Este emblema, representado en códices como el Lienzo de Tlaxcala, era un símbolo de la identidad marcial del señorío. La elección de un depredador como el lobo proyectaba una imagen de poderío militar y distinguía a sus contingentes de los de las otras cabeceras, que portaban estandartes diferentes como la garza (Aztatzontli) de Tizatlán o el quetzal (Quetzaltototl) de Ocotelulco.

## Historia

### Periodo prehispánico
La historia prehispánica de Tepeticpac se define por la formación de una entidad estatal a través del conflicto, la migración y la adaptación estratégica. Su surgimiento como el altépetl principal de Tlaxcallan fue un proceso que modificó el panorama político del Altiplano Central.

#### Fundación
El origen de Tepeticpac está ligado a la llegada de un grupo de migrantes teochichimecas, también referidos en las fuentes como cexcaltecas o poyauhtecas, quienes formaban parte de una de las siete tribus que, según la tradición mítica, emergieron de Chicomoztoc («el lugar de las siete cuevas»). Guiados por su deidad patrona, el dios de la caza Camaxtli, estos grupos iniciaron una peregrinación que los llevó al valle de Puebla-Tlaxcala.
A su llegada, el valle era dominado por los olmeca-xicalancas, un grupo sedentario y consolidado, a quienes algunas fuentes identifican con los popolocas. El encuentro entre ambos pueblos fue violento. Las fuentes pictográficas, como el Lienzo de Tepeticpac, narran visualmente esta conquista. En sus escenas bélicas, se representa a los guerreros teochichimecas con su armamento característico: el arco (tlahuitolli) y la flecha (mitl), armas que les conferían una ventaja táctica sobre los guerreros locales, quienes combatían con la macana de obsidiana (macuahuitl) y el escudo (chimalli). Este conflicto culminó con la expulsión de los olmeca-xicalancas y el establecimiento del dominio teochichimeca en la región.
Al frente de los conquistadores teochichimecas se encontraba su líder, Culhuatecuhtli Quanex, reconocido en las crónicas como el fundador de Tepeticpac y el primer gobernante de la nueva entidad política. Él eligió las cimas de los cerros de Tepeticpac como emplazamiento para su capital, una fortaleza natural desde la cual podía ejercer el control y la defensa del territorio. Como señor supremo, era responsable del gobierno y la administración de justicia. En un acto de expansión y consolidación política, Culhuatecuhtli Quanex cedió una parte del territorio conquistado a su hermano, Teyohualminqui, quien procedió a fundar el segundo de los grandes señoríos, Ocotelulco, en las tierras bajas del valle.
La cronología precisa de estos eventos fundacionales es un tema de debate entre los historiadores, ya que las fuentes coloniales presentan fechas discordantes.
| Fecha propuesta    | Fuente/Proponente            | Contexto/Notas | Ref.   |
| ------------------ | ---------------------------- | --- | ------ |
| c. 1260-1280 d. C. | Diego Muñoz Camargo          | Menciona que la llegada ocurrió en un año 5 Técpatl (5 Pedernal), 300 años antes de la redacción de su Historia de Tlaxcala. | [ 17 ] |
| c. 1310 d. C.      | Gámez (citando fuentes)      | Fecha en que los teochichimecas habrían expulsado a los popolocas (olmeca-xicalancas).                                       | [ 12 ] |
| 1331 d. C.         | Zapata y Mendoza             | Cita específicamente el año 9 Técpatl para el arribo de los teochichimecas.                                                  | [ 17 ] |
| 1348-1371 d. C.    | Daniel Alatorre Reyes (UNAM) | Período propuesto para la fundación de los cuatro señoríos.                                                                  | [ 10 ] |

Este proceso de etnogénesis a través del conflicto y la adaptación estratégica es un caso de estudio en la formación de estados mesoamericanos. Los teochichimecas utilizaron una combinación de tecnología militar (el arco y la flecha) y una estrategia de posicionamiento geográfico (la fortaleza en la colina) para establecer una nueva entidad política. La posterior fundación de Ocotelulco por parte del hermano de Quanex fue una estrategia de fisión y expansión. Este modelo permitió al grupo original colonizar y controlar el valle circundante, otorgando dominios a líderes clave para evitar luchas de poder internas, al tiempo que se mantenía un frente unificado contra amenazas externas. La fortaleza de Tepeticpac proporcionó la seguridad necesaria para que este proyecto de colonización pudiera desarrollarse, sentando las bases de la confederación de Tlaxcallan.

#### Organización política y militar
La función principal de Tepeticpac era la de un bastión militar. Su ubicación estratégica en las cimas de los cerros, flanqueada por profundas barrancas, fue reforzada con una red de obras defensivas que incluían murallas, fosos, pasillos restringidos y albarradas de piedra. Estas estructuras lo convertían en el último refugio de los señores tlaxcaltecas en caso de una invasión.
Políticamente, Tepeticpac operaba como uno de los cuatro altepemeh que constituían un gobierno colectivo, una forma de organización que ha sido descrita anacrónicamente como una «república». Este sistema se distinguía por la ausencia de un único monarca absoluto, como el huey tlatoani de sus rivales mexicas. En cambio, las decisiones más importantes, especialmente las relativas a la guerra y la política exterior, eran tomadas por un consejo o senado compuesto por los señores (teteuctin) de las cuatro cabeceras. Aunque actuaban de forma confederada, cada altepetl mantenía un alto grado de autonomía en sus asuntos internos, como la administración de justicia y la recolección de tributos. Tepeticpac, como el señorío fundador, gozaba de una preeminencia simbólica y era el depositario de la herencia histórica más antigua de la nación.

### Era de la Conquista
La llegada de los españoles en 1519 representó un punto de inflexión en la historia de Tepeticpac y de la confederación de Tlaxcallan. Este período estuvo definido por la figura de su gobernante, Tlehuexolotzin, las deliberaciones que condujeron a la alianza con Hernán Cortés y las transformaciones culturales y religiosas que se derivaron de este pacto.

#### Tlehuexolotzin: El Señor de Tepeticpac en 1519
En el momento del contacto con los europeos, el altépetl de Tepeticpac estaba gobernado por el tlatoani Tlehuexolotzin, quien había ascendido al poder alrededor del año 1510. Como uno de los cuatro señores principales del senado tlaxcalteca, su voz fue crucial en los debates que se suscitaron ante el avance de las huestes de Cortés. Las fuentes indican que, tras los enfrentamientos iniciales, Tlehuexolotzin participó en las deliberaciones junto a Maxixcatzin de Ocotelulco, Xicoténcatl el Viejo de Tizatlán y Citlalpopocatzin de Quiahuiztlán para decidir el curso de acción.
Una vez forjada la alianza, Tlehuexolotzin, al igual que los otros señores, comprometió a sus guerreros para apoyar las campañas militares españolas. Aunque los detalles de su participación específica son escasos, se entiende que su señorío contribuyó con un contingente a las fuerzas tlaxcaltecas que se convirtieron en los aliados más importantes de los españoles en la conquista del Imperio Mexica.
La identidad de Tlehuexolotzin en el registro colonial presenta inconsistencias en torno a su nombre cristiano, un reflejo de las narrativas históricas a menudo contradictorias de la época. La asignación de nombres cristianos a los señores tlaxcaltecas fue un acto de importancia simbólica, y las variaciones en las fuentes pueden indicar disputas de prestigio entre los linajes de las diferentes cabeceras durante el período virreinal. La siguiente tabla comparativa ilustra estas discrepancias:
| Altepetl     | Señor (Nombre náhuatl) | Estandarte militar (Tlamamalli)                       | Nombre(s) Cristiano(s) y Discrepancias en las Fuentes                           | Ref.         |
| ------------ | ---------------------- | ----------------------------------------------------- | ------------------------------------------------------------------------------- | ------------ |
| Tepeticpac   | Tlehuexolotzin         | Quaxolotl (Lobo con cabeza de oro y plumas)           | Vicente. Otras fuentes lo omiten o sugieren que su sucesor fue llamado Gonzalo. | [ 9 ] [ 25 ] |
| Tizatlan     | Huehue Xicoténcatl     | Aztatzontli (Garza blanca con plumas de oro y verdes) | Vicente o Lorenzo (según Bernal Díaz).                                          | [ 9 ] [ 27 ] |
| Ocotelulco   | Maxixcatzin            | Quetzaltototl (Ave quetzal con pico y patas de oro)   | Lorenzo                                                                         | [ 9 ] [ 25 ] |
| Quiahuiztlan | Citlalpopocatzin       | Quetzalpatzactli (Ala de plumas verdes con oro)       | Bartolomé                                                                       | [ 9 ] [ 27 ] |

#### Cristianización temprana y cambio cultural
El bautismo de los cuatro señores fue un acto fundacional del nuevo orden colonial, un evento simbólico que selló la alianza militar y espiritual con los españoles. Este episodio fue representado en los documentos históricos tlaxcaltecas, como el Lienzo de Tlaxcala, como una forma de recordar a la Corona española su temprana y voluntaria conversión al cristianismo, un argumento clave para la defensa de sus privilegios.
En Tepeticpac, esta nueva fe se materializó con la construcción de una de las primeras capillas cristianas de la región, erigida en la cima del cerro El Fuerte, el centro simbólico del señorío. Sin embargo, el destino de esta capilla revela las tensiones del proceso de evangelización. En el año 1552, un fuerte vendaval la destruyó. Al año siguiente, en 1553, fue demolida por completo y no fue reconstruida.
Este abandono debe considerarse en el contexto político y religioso de la época. La destrucción de la capilla ocurrió pocos años después de un período de persecución religiosa (alrededor de 1545), durante el cual varios nobles tlaxcaltecas fueron juzgados y ejecutados por idolatría. Entre ellos se encontraba Don Francisco Tecpanécatl, un señor de Tepeticpac. Este evento, que el cronista indígena Zapata y Mendoza describió como una época de terror que impulsó las conversiones masivas por miedo, afectó el prestigio de la cabecera.
La no reconstrucción de la capilla de Tepeticpac, por lo tanto, puede ser un síntoma de su declive político en la nueva configuración colonial. El evento probablemente refleja una confluencia de factores: la pérdida de prestigio del linaje de Tepeticpac tras las persecuciones, la disminución de su importancia estratégica en un paisaje ya pacificado, y el proyecto colonial español de centralizar el poder. Este último implicaba la construcción de una nueva capital, la ciudad de Tlaxcala, con su propia plaza central, catedral y edificios de gobierno, lo que desplazó el centro de gravedad político y económico lejos de las antiguas cabeceras prehispánicas, volviendo obsoleta la capilla-fortaleza de la montaña.

### Época pos-colonial
Tras la consolidación de la conquista, la función de Tepeticpac y de Tlaxcala se transformó. Su tradición militar, desarrollada durante su resistencia contra los mexicas y su alianza con los españoles, fue reorientada por la Corona para servir a sus intereses expansionistas en la frontera norte de la Nueva España.
En 1591, se materializó uno de los episodios más significativos de la historia tlaxcalteca post-conquista: la migración de 400 familias para colonizar y pacificar la región conocida como la Gran Chichimeca. Este acuerdo, negociado con el virrey Luis de Velasco II, tenía un doble propósito: establecer asentamientos sedentarios que sirvieran de ejemplo para los grupos nómadas locales y crear una barrera de colonos leales para proteger las rutas de la plata que conectaban las minas del norte con el centro del virreinato.
A cambio de este servicio, a los colonos tlaxcaltecas se les otorgaron privilegios, codificados en capitulaciones formales. Estos incluían la hidalguía perpetua (un estatus de nobleza menor) para ellos y sus descendientes, la exención de tributos y servicios personales, la concesión de tierras en propiedad y el derecho a portar armas y montar a caballo, prerrogativas normalmente reservadas a los españoles.
Cada uno de los cuatro grandes señoríos de Tlaxcala aportó un contingente a esta empresa colonizadora. El señorío de Tepeticpac organizó una caravana de 228 personas, bajo el mando de los capitanes Francisco Vázquez y Joaquín Paredes. Este grupo partió de Tlaxcala el 9 de junio de 1591. Su destino específico fue la región minera de San Miguel Mexquitic, en el Reino de Nueva Galicia, territorio que hoy corresponde al estado de San Luis Potosí.
En esta nueva tierra, los colonos de Tepeticpac y de las otras cabeceras no solo replicaron sus estructuras sociales y sus conocimientos agrícolas, sino que también fundaron nuevos asentamientos. En San Luis Potosí, las familias tlaxcaltecas establecieron el pueblo de La Asunción Tlaxcalilla. Con el tiempo, este asentamiento se integró a la creciente ciudad de San Luis Potosí, convirtiéndose en el actual Barrio de Tlaxcala, una comunidad que aún hoy conserva su identidad y herencia tlaxcalteca.
La participación de Tepeticpac en esta diáspora representa un cambio estratégico en su historia. Habiendo perdido su función defensiva primordial en un Altiplano ya pacificado, su capital humano y su tradición militar fueron reutilizados por el imperio. Las familias que marcharon al norte eran colonos-soldados, agentes de aculturación y defensores de una nueva frontera. Este proceso les permitió pasar de ser defensores de su altépetl a ser co-conquistadores y fundadores de la Nueva España, exportando su cultura y su legado a lo largo del continente.

## Zona arqueológica
Los vestigios de la antigua fortaleza de Tepeticpac constituyen una de las zonas arqueológicas más relevantes de Tlaxcala y un testimonio material de su pasado prehispánico. El sitio ofrece información sobre la organización social, militar y urbana del primer señorío tlaxcalteca.

### Descripción del sitio y topografía
La zona arqueológica de Tepeticpac se encuentra aproximadamente a cinco kilómetros al norte de la moderna ciudad de Tlaxcala. Su ubicación se extiende sobre una serie de colinas de difícil acceso: Cuauhtzi, Tenextepetl, Coyotepetl y El Fuerte. El asentamiento se eleva a una altitud que oscila entre los 2 350 y los 2 540 metros sobre el nivel del mar, dominando el valle circundante.
La arquitectura del sitio es un reflejo de su función militar. Es conocida por sus extensas estructuras defensivas, que incluyen murallas, fosos, pasillos restringidos y albarradas de piedra. La característica defensiva más notable es la llamada Gran Zanja, un foso de más de 350 metros de longitud, diseñado para bloquear el acceso al núcleo del asentamiento desde el norte.
El diseño urbano se adaptó a la topografía accidentada del terreno mediante la construcción de numerosas terrazas artificiales. El estilo arquitectónico se caracteriza por grandes plazas abiertas flanqueadas por plataformas bajas y edificios, en lugar de las pirámides de gran escala que dominaban los centros ceremoniales de rivales como Tenochtitlan o Cholula. Los arqueólogos han interpretado esta ausencia de una estructura monumental central como un reflejo material de la forma de gobierno colectiva de Tlaxcallan, que no exaltaba a un único gobernante.

### Investigación y conservación contemporáneas
Desde 2010, el Proyecto Arqueológico Tepeticpac (PAT), dirigido por el Instituto Nacional de Antropología e Historia (INAH), ha llevado a cabo investigaciones científicas continuas. Los objetivos del PAT son reconstruir la estructura sociopolítica del señorío, comprender su desarrollo a lo largo del tiempo y analizar su papel en la región de Puebla-Tlaxcala.
En los últimos años, el sitio ha sido objeto de inversión y atención por parte de las autoridades federales y estatales. Los desarrollos más recientes, a partir de 2024, incluyen:
- Demarcación Protectora: Se ha establecido oficialmente una «poligonal de protección», que delimita y salvaguarda un área de 98 hectáreas del núcleo arqueológico.[36]
- Mejora de Infraestructura: En julio de 2024, el INAH y el gobierno del estado de Tlaxcala inauguraron una obra de ampliación y pavimentación del camino de acceso al sitio, mejorando su conectividad.[37][38]
- Nuevo Museo de Sitio: Se ha anunciado oficialmente la construcción de un nuevo museo de sitio, cuyo inicio de obras está programado para el año 2025. Este museo albergará y exhibirá los hallazgos de las excavaciones, incluyendo los restos de un gonfoterio descubiertos en 2014, así como otros artefactos que ilustran la historia del lugar. El objetivo es promover el patrimonio de Tepeticpac y consolidarlo como un destino cultural y educativo.[36][37]

Este impulso en la investigación y la infraestructura de Tepeticpac representa una revalorización de su importancia histórica. Los hallazgos del Proyecto Arqueológico Tepeticpac han proporcionado la base científica para justificar esta inversión, posicionando a Tepeticpac como el punto de origen de la nación tlaxcalteca y un ejemplo de un estado-fortaleza prehispánico con una estructura de gobierno colectiva.